# Manhua (revista)
Manhua (xinès simplificat: 漫画, pinyin: Mànhuà) fou una publicació xinesa de la dècada del 1950, orientada cap al socialisme i on publicaven còmics. Rep el nom de manhua, la paraula que defineix al còmic als països de parla xinesa. Fou la primera publicació de la República Popular de la Xina dedicada en esclusiva a les historietes, precedint Lianhuanhua bao (1951) i Meishu (1954).
Inspirada en la soviètica Krokodil, Manhua naix el 1950 a Shanghai, centre artístic i editorial de la naixent República Popular de la Xina. La publicació tenia trenta pàgines, amb les historietes en blanc i negre i les tapes a color, fet que la feia molt atractiva, però també cara de produir. L'abril de 1951, Manhua va canviar d'editor diverses vegades, passant per diferents empreses de propietat estatal. La revista va deixar de publicar-se momentàniament l'agost de 1952, per tal d'ajustar-se als canvis. El gener de 1953 va reaparéixer, augmentant les imatges a color, però reduint el número de pàgines a 10. Per 1952, la revista tenia un tiratge de 31.370 exemplars mensuals, que arribarien a 41.000 el 1954, i l'objectiu de l'editora per al 1957 era arribar a unes 80.000 còpies mensuals.
Entre els seus autors s'hi trobaven veterans com Ye Qianyu i Zhang Guangyu, i la majoria dels artistes que hi participaren en els primers números ja es trobaven actius a la Xina Comunista abans de la proclamació de la República Popular. Inicialment, els editors van ser Mi Gu i Te Wei, però el segon seria subtituit el 1952 per Zhang Leping, Shen Tongheng i Zhang Wenyuan.
L'any 1955, va publicació s'estableix a Beijing, la qual cosa suposà que menys artistes col·laboraren però que els que ho feien estigueren treballant a jornada completa.
Ideològicament, Manhua seguia les directrius de les Converses sobre literatura i art de 1942. El consell editorial realitzava debats teòrics al voltant del paper de l'humor gràfic, i des del 1951 publicà columnes sobre esta temàtica. La primera d'elles anà signada pel prominent teòric Zhu Jinlou.
Amb la fi de la Guerra de Corea, la publicació se centra més en afers interns, fet accentuat per la Campanya de les Cent Flors del 1956. Miao Yintang va fer-se conegut per una vinyeta on criticava el dogmatisme, que posteriorment seria qualificada com verinosa, i un atac al Partit Comunista de la Xina. Amb l'inici del moviment antidretà, la publicació seria acusada de dretana a un article d'un antic col·laborador, Zhu Dan, al Renmin Ribao.